# Keita Sugimoto
Keita Sugimoto (杉本 恵太?, Sugimoto Keita; Itako, 13 giugno 1982) è un ex calciatore giapponese, di ruolo attaccante.

## Palmarès

### Club
- Campionato giapponese: 1

Nagoya Grampus: 2010

### Individuale
- Capocannoniere della Coppa J. League: 1

2008 (5 gol)